# Гнилиця (селище, Великобурлуцький район)
Гнилиця — колишнє селище в Україні, підпорядковувалося Великобурлуцькій селищній раді Великобурлуцького району Харківської області.
1987 року в селі проживало 20 людей. 1997 року приєднане до села Буряківка.
Селище знаходилося на правому березі річки Великий Бурлук, поміж селами Буряківка та Михайлівка, неподалік знаходиться залізнична станція Гнилиця.

## Принагідно
- Сайт ВРУ